# Hunza (góra)
Hunza (ang. Hunza Peak, urdu ہنزہ چوٹی) – szczyt o wysokości 6270 m w grupie górskiej Batura Muztagh, w zachodniej części Karakorum na terytorium administrowanym przez Pakistan.

## Położenie
Razem z pobliską turnią Bublimating lub Bubli Motin (w ang. zwaną Ladyfinger Peak) (wys. 6000 m) Hunza tworzy osobną górę na południowo-zachodniej grani masywu Ultar Sar, najbardziej wysuniętego na południowy wschód krańca głównej grani Batura Muztagh, w leżącej najdalej na zachód części Karakorum. Wierzchołek Hunzy, znajdujący się za zachodnim brzegu rzeki Hunzy, zamyka od północnego zachodu Dolinę Hunzy.

## Pierwsze wejście
Pierwszego wejścia dokonali brytyjscy wspinacze Mick Fowler i Caradog „Crag” Jones w lipcu 1991 r. podczas wyprawy na Ultar I. Podeszli od strony lodowca Hasanabad na przełęcz między Hunzą a Bublimatingiem, skąd szli granią południowo-zachodnią, by po trzydniowej wspinaczce w stylu alpejskim osiągnąć wierzchołek. Od tej samej przełęczy weszli też na wierzchołek turni Bublimating i było to drugie wejście, gdyż pierwszego dokonał 10 dni wcześniej szwedzki zespół.

## Galeria – Hunza Peak i Bublimating

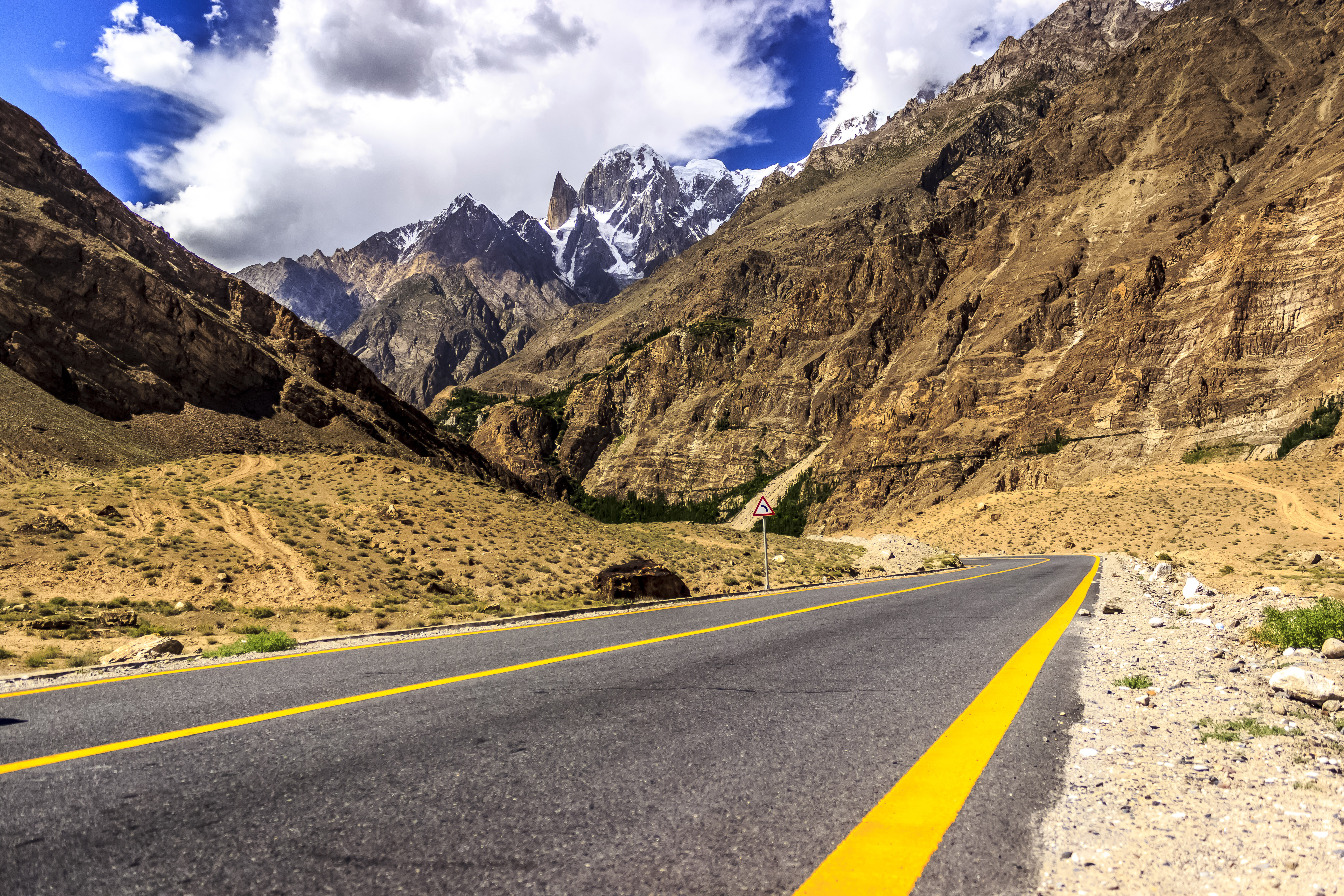
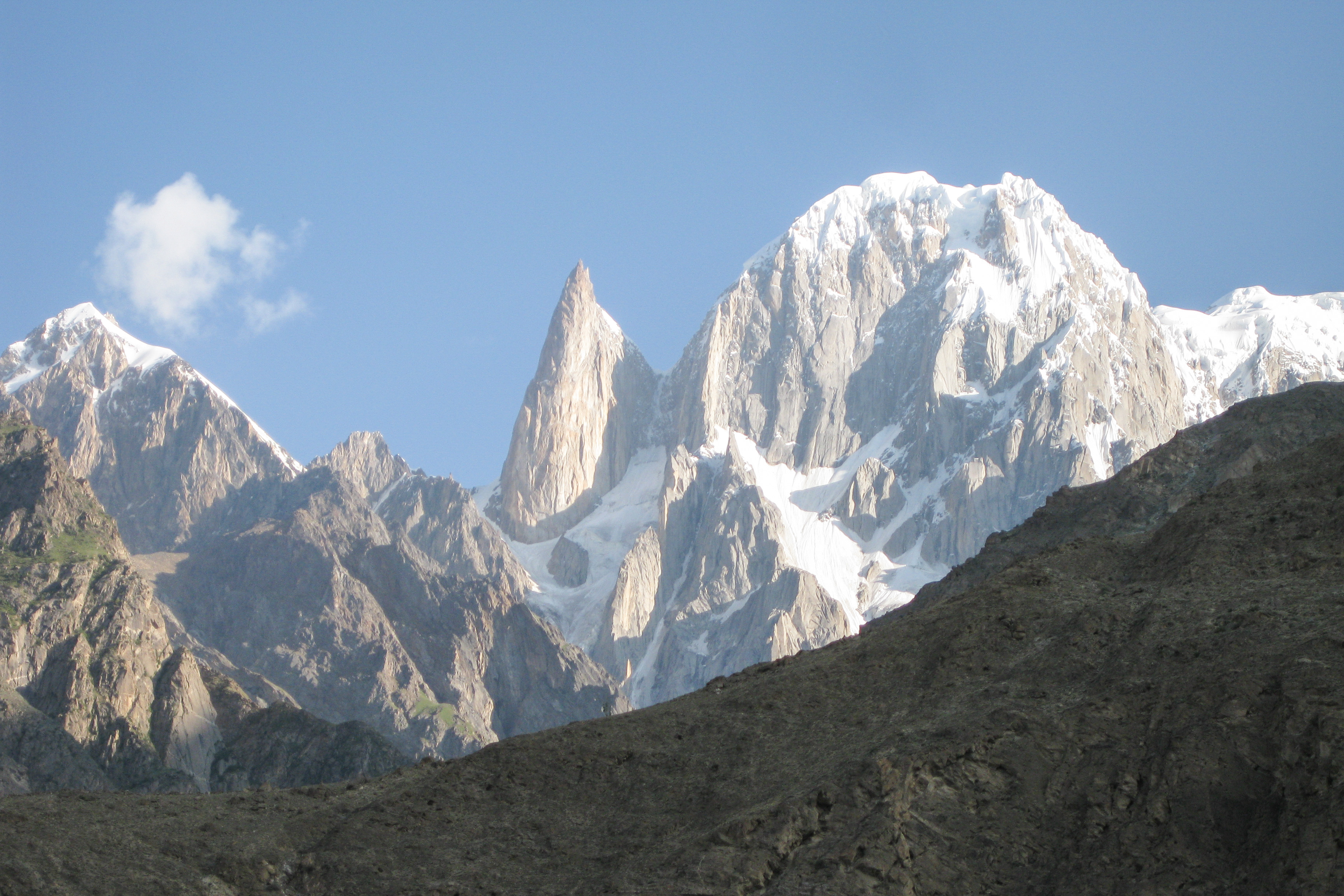
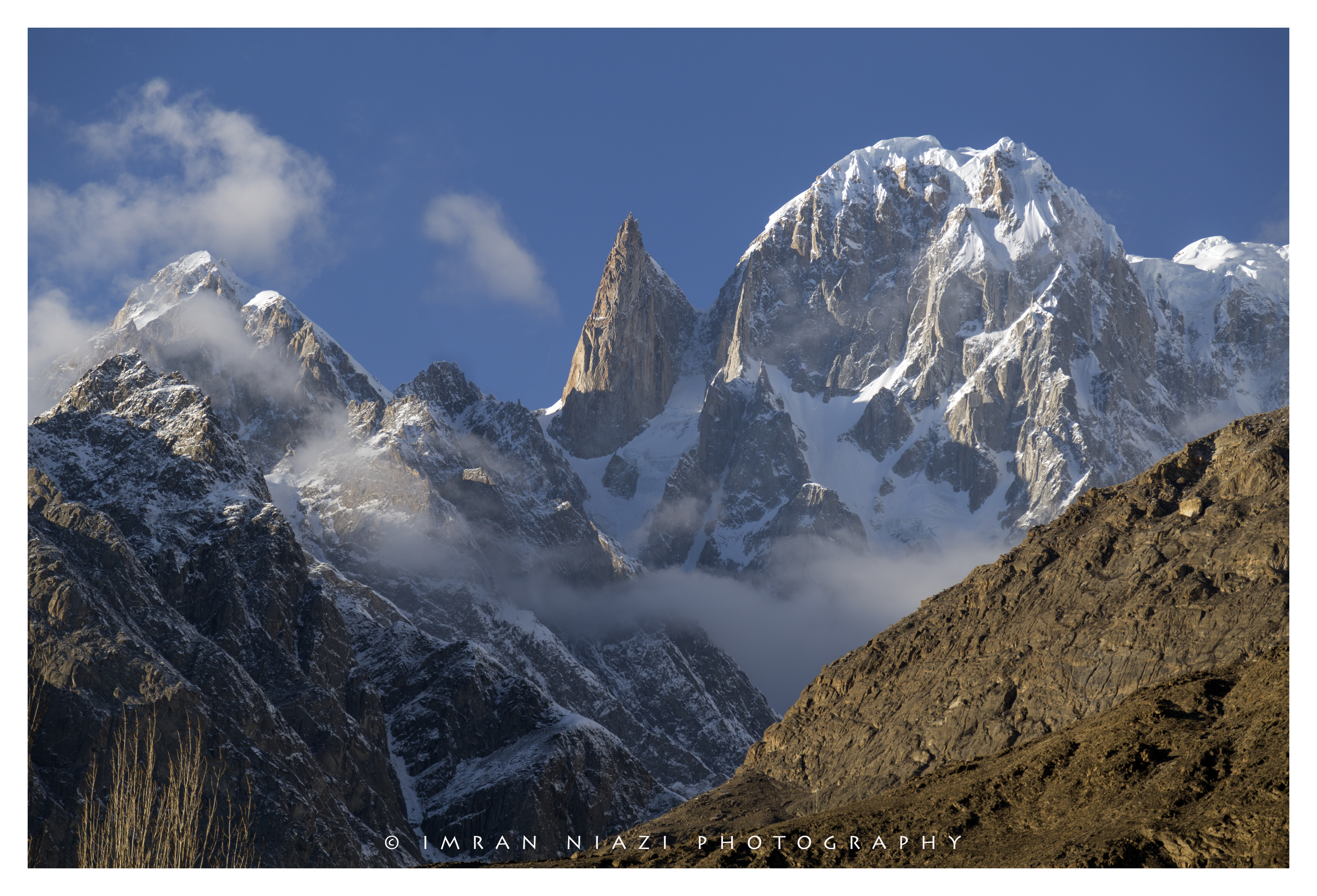
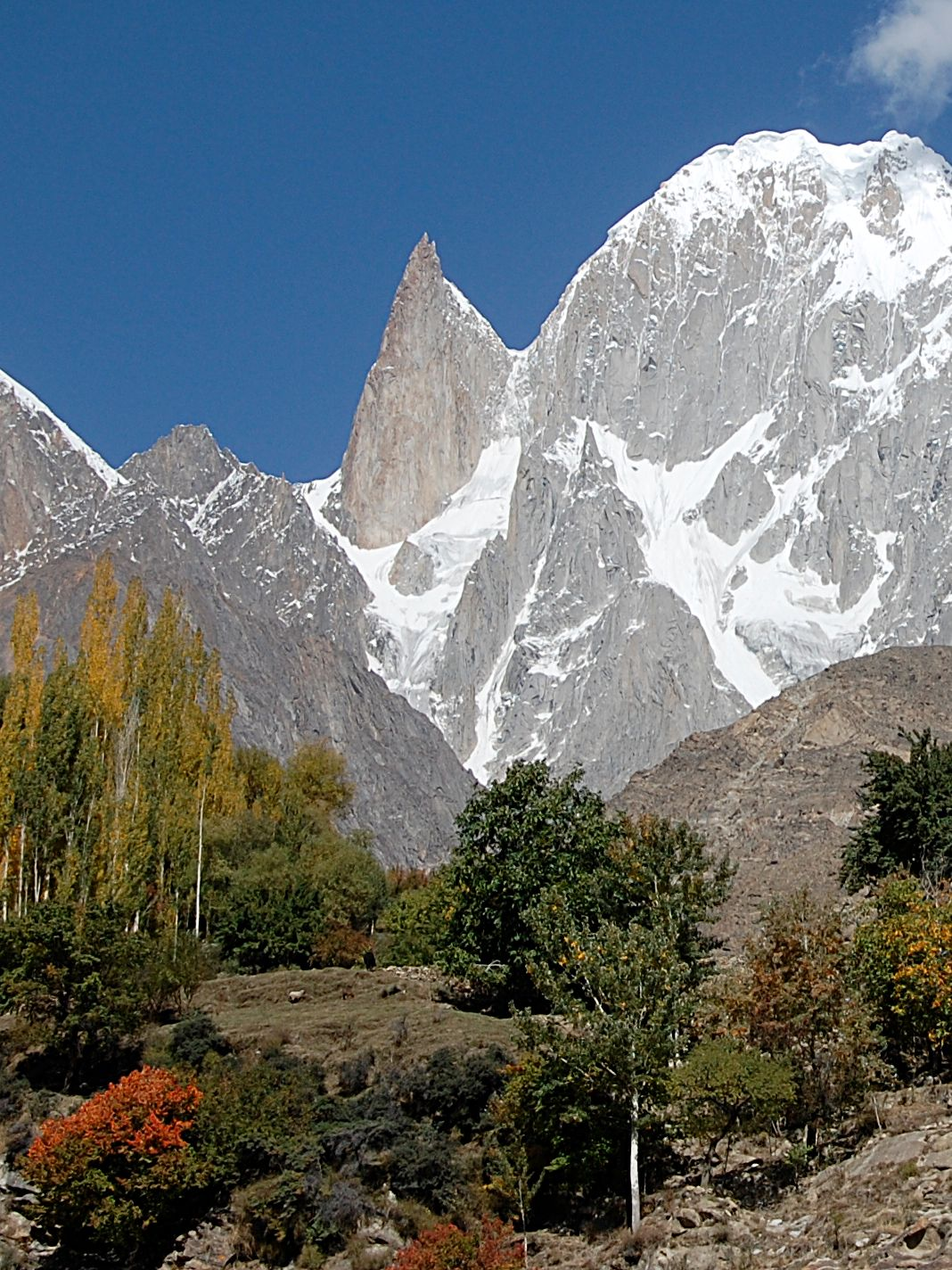
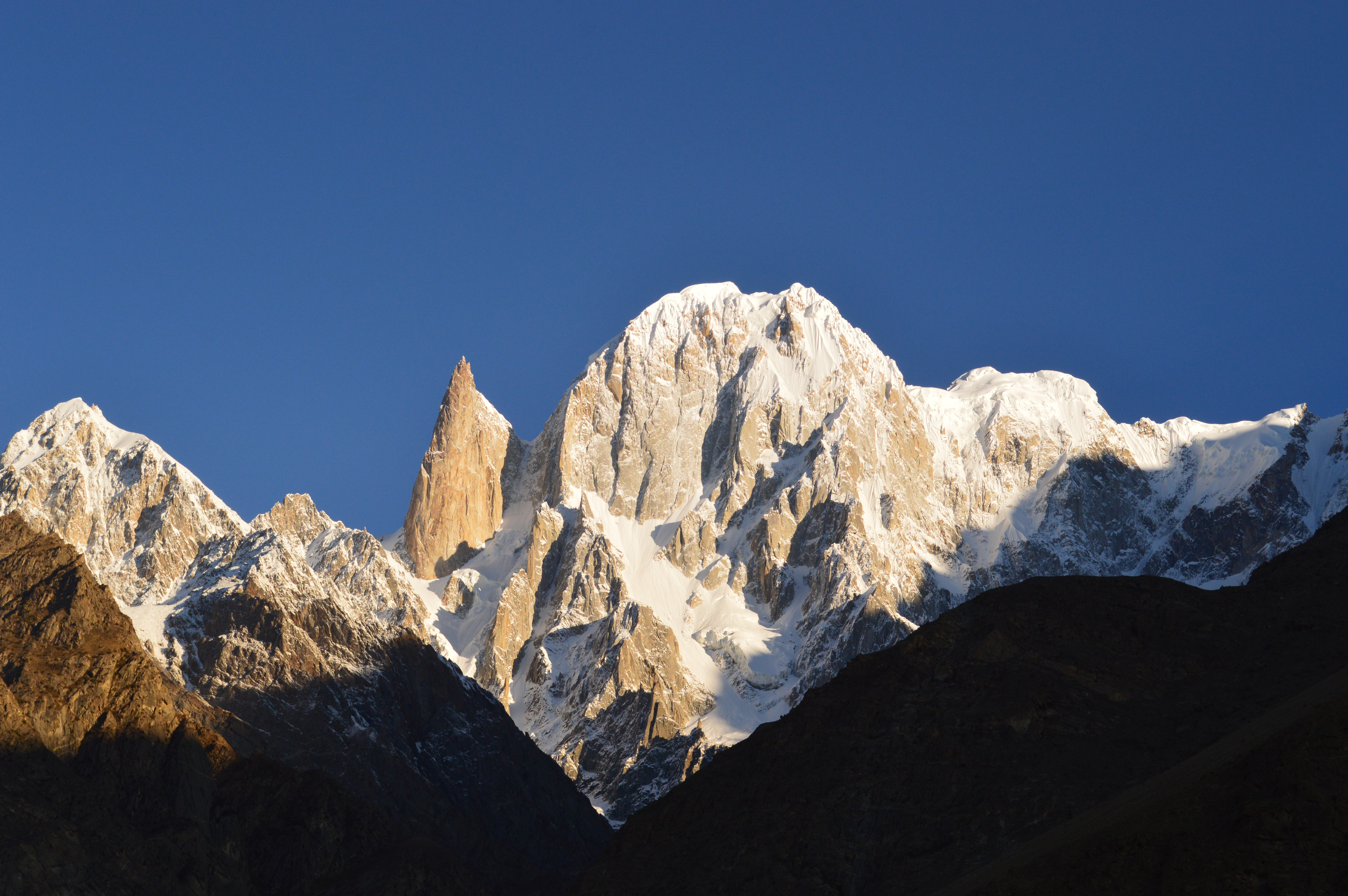